# Bekan
Bekan is een plaats in het Ierse graafschap Mayo.